# Pipit rosé
Anthus roseatus
Espèce
Statut de conservation UICN

LC : Préoccupation mineure
Le Pipit rosé (Anthus roseatus) est une espèce de passereaux de la famille des Motacillidae. 

## Répartition
Ce taxon se rencontre au Bangladesh, au Bhoutan, en Birmanie, en Chine, en Corée du Sud, en Inde, au Népal, au Pakistan, Thaïlande et au Viêt Nam.

## Systématique
Le nom valide complet (avec auteur) de ce taxon est Anthus roseatus Blyth, 1847.
Ce taxon porte en français le nom vernaculaire ou normalisé suivant : Pipit rosé.